# پوتها شریف
پوتها شریف (به انگلیسی: Potha Sharif) یک روستا در پاکستان است که در ناحیه راولپندی واقع شده‌است. پوتها شریف ۱۵٬۸۹۰ نفر جمعیت دارد.